# Ascorhynchus glaber
Ascorhynchus glaber is een zeespin uit de familie Ascorhynchidae. De soort behoort tot het geslacht Ascorhynchus. Ascorhynchus glaber werd in 1881 voor het eerst wetenschappelijk beschreven door Hoek. 